# Una cena quasi perfetta
Una cena quasi perfetta (The Last Supper) è un film del 1995 diretto da Stacy Title e con principali interpreti Cameron Diaz, Annabeth Gish, Ron Eldard, Jonathan Penner e Courtney B. Vance. La pellicola ha debuttato al Toronto International Film Festival del 1995.

## Trama
Jude, Pete, Paulie, Marc e Luke sono cinque amici liberal dell'Iowa che convivono insieme in una casa sull'autostrada. Una sera Pete chiede un passaggio a un camionista, Zack, perché ha dovuto abbandonare la sua macchina di ritorno da una battuta di caccia e quindi con un fucile al suo interno. Notata la stanchezza nel viso del guidatore, Pete lo invita in casa degli amici per una cena e in caso una sosta notturna, Zack accetta. Gli amici sono tranquilli e non hanno ancora idee estremiste in testa, tuttavia prende vita un discorso di Zack sul patriottismo e la questione delle razze, andando poi all'antisemitismo e al negazionismo dell'Olocausto. Gli argomenti fanno irrigidire il gruppo di amici, e quando Zack dichiara di essere stato un marine in attività durante il Desert Storm e per provare le sue dichiarazioni prende un coltello minacciando di uccidere Marc la situazione in breve degenera: interviene Pete, che durante la colluttazione si rompe un braccio, ma Zack cade a terra ferito mortalmente, colpito da Marc alla schiena con un coltello da cucina. Il gruppo decide di seppellire il camionista in giardino così da non rischiare di essere indagati.
Passano le sere, e gli amici discutono sempre più spesso sull'omicidio di Zack; decidono quindi di invitare ogni sabato sera una persona diversa e di discutere con essa di vari argomenti; se proprio il gruppo non riesce a far cambiare le sue opinioni allora faranno un brindisi versando nel suo bicchiere arsenico e vino bianco. Passa la prima settimana e Jude invita un suo amico d'infanzia, il parroco della cittadina. Si decide di parlare dell'omosessualità, del parere personale dell'uomo di Chiesa. Dopo non essere riusciti a far cambiare idea al parroco circa l'omosessualità, Pete versa nel bicchiere dell'uomo il veleno.
Passano i sabati e i morti aumentano. Un sabato, Jude invita a cena una ragazza di 17 anni che ha fatto scalpore in città per la sua opposizione all'insegnamento dell'educazione sessuale negli istituti scolastici, che crede nei valori della famiglia tradizionale e nell'immoralità del sesso pre-matrimoniale. Luke è convinto, vuole ucciderla, è una delle tante ragazze che ha conosciuto quando aveva la sua età che crede di sapere tutto dalla vita, ma Jude si oppone e quindi gli amici si spostano nella camera accanto per discutere sul da farsi. Dopo un acceso diverbio, Jude esce dalla stanza e porta via la ragazza.
Le ragazze del gruppo credono sia giusto fermarsi, ma Luke e Pete sono contrari. In contemporanea all'aumentare delle sparizioni, lo sceriffo Alice Stanley inizia ad indagare sugli amici e le loro possibili implicazioni. Un giorno, la donna entra di nascosto nell'orto della casa dove sono sepolti tutti i cadaveri e sopra il terreno fanno poi crescere piante di pomodori, ma Luke la nota e la uccide con un colpo di pala, seppellendola a sua volta.
È il sabato cruciale, Luke e Pete sono all'aeroporto intenzionati a farsi un viaggio in Guyana, ma tutti i voli sono stati cancellati per il forte diluvio in città. Proprio qui nello scalo, presi da angoscia e delusione, i due incontrano Norman, un politico dalle idee molto conservatrici e molto odiato dal gruppo, e lo invitano a passare la serata da loro, a cena.
La conversazione a tavola è condotta da Luke e Norman: Luke fa bere molto vino allo scrittore così che debba versare il prossimo bicchiere dall'ampolla contenente il veleno. Ma Jude è contraria. Questa volta gli amici sono tutti d'accordo, Norman non dev'essere ucciso, perché quello che emerge dalla discussione è che voglia portare il mondo a un'uguaglianza sociale ora impossibile, ma Luke non è d'accordo, continua a credere che sia un falso, e che una volta raggiunto il potere voluto diventerà come Hitler. Tirando quindi fuori una pistola, che racconta poi agli amici di aver preso dallo sceriffo, minaccia di ucciderli, ma alla fine Marc e Paulie riescono a calmarlo, e gli amici tornano a cena.
Ma mentre stanno discutendo, Norman intuisce la verità; approfittando della discussione in corso in cucina, scambia quindi i vini delle boccette. Gli amici lo invitano a fare il brindisi, ma lui rifiuta.

## Produzione
Il personaggio di Norman Arbuthnot è ispirato alla vita del politico conservatore Rush Limbaugh. Per il ruolo fu indicato inizialmente Beau Bridges, ma dopo che l'attore ebbe declinato fu contattato Ron Perlman.

## Riconoscimenti
- 1996 - Festival del film poliziesco di Cognac
  - Grand Prix a Stacy Title
- 1996 - Myfest
  - Candidatura al miglior film a Stacy Title